# Giáo hoàng đối lập Biển Đức X
Giáo hoàng/Giáo hoàng đối lập Biển Đức X (trị vì 1058-1059; mất khoảng 1073 hoặc 1080) được sinh ra tại John Mincius, và sau này trở thành Hồng y Giám mục của Velletri. Ông được bầu chọn làm Giáo hoàng năm 1058, cuộc bầu cử của ông có sự sắp đặt của bá tước Tusculum. Tuy nhiên, một số Hồng y cho rằng cuộc bầu cử được không hợp lệ và việc bỏ phiếu đã bị mua chuộc, các hồng y này bị buộc phải chạy trốn khỏi Rôma.
Hildebrand, sau này là Giáo hoàng Gregory VII (1073-1085) đã được Giáo hoàng Stephen IX (1057-1058) gửi đến Hoàng hậu Agnes (mẹ và là người nhiếp chính của hoàng đế Henry IV, khi đó vẫn còn nhỏ tuổi), người đã đòi hỏi tính hiệu lực của cuộc bầu cử Stephen IX. Khi quay trở lại Rôma, ông đã nghe nói về việc bầu chọn Biển Đức X, ông quyết định chống lại nó với sự hỗ trợ của công tước vùng Lorraine-Tuscany và Hoàng hậu Agnes ủng hộ cuộc bầu cử Gerhard Burgundy, giám mục của Florence làm Giáo hoàng.
Những hồng y phản đối cuộc bầu cử Biển Đức X đã gặp nhau tại Siena vào tháng 12 năm 1058, và bầu ứng viên của Hildebrand vào chức Giáo hoàng, người sau đó lấy tên là Nicholas II (1059-1061).
Nicholas II tiến về Rôma, bằng việc tổ chức một hội nghị ở Sutri ông đã phế truất công khai và dứt phép thông công Biển Đức X. Sau đó, những người ủng hộ Nicholas đã giành được quyền kiểm soát Rôma và buộc Biển Đức X phải bỏ chạy đến lâu đài Gerara của Galeria. Khi trở về Rôma, Nicholas II cùng với những người ủng hộ ông ta và sự hỗ trợ của người Norman đã mở một cuộc chiến chống lại Biển Đức X. Trận chiến mở đầu đã diễn ra tại Campagna vào đầu năm 1059; mặc dù Nicholas II không thật sự thành công nhưng năm sau đó, quân đội của ông đã chiếm được Praeneste, Tusculum, Numentanum và sau đó tấn công Galeria, buộc Biển Đức X phải đầu hàng và từ bỏ ngôi Giáo hoàng.
Biển Đức X sau đó đã được trao trả tự do và ông sống ẩn dật trong phần đất của gia đình. Nhưng sau đó vào năm 1060, Hildebrand đã giam hãm ông trong nhà thương của thánh Agnese nơi ông đã qua đời như một tù nhân trong khoảng thời gian từ năm 1073-1080.
Một hệ quả quan trọng của những tranh chấp xung quanh cuộc bầu cử Biển Đức X là việc Nicholas II đã triệu tập thượng hội đồng tại Điện Lateran và thông qua một sắc lệnh mới về việc bầu cử Giáo hoàng.